# Der behexte Neptun. Paulchen als Sportsmann
Der behexte Neptun. Paulchen als Sportsmann ist eine deutsche Filmkomödie von 1925 innerhalb der Stummfilmreihe Paulchen. Hauptdarsteller ist Paul Heidemann.

## Handlung
Paulchen, der hier Ulrich Dirks heißt, betätigt sich bei einem Wassersportverein als Mäzen.

## Hintergrund
Der Film wurde von der Universum Film AG (Ufa) – Kulturabteilung (Berlin) produziert. Die Bauten erschuf Robert A. Dietrich. Die Reichsfilmzensur prüfte den Film am 7. März 1925, die Uraufführung war am 13. März 1925. Er gilt als verschollen.
Eine Aufführung ist belegt für die U.T. (Union-Theater) Lichtspiele in Dresden, Waisenhausstraße 22; dort wurde der Film am 24. Mai 1925 gezeigt.